# Caius Calpurnius Piso (Kr. e. 180)
Caius Calpurnius Piso (? – Kr. e. 180) római politikus, a plebejus Calpurniusok nemzetségének tagja, a Apollo-játékokat rendszeresítő Caius Calpurnius Piso praetor gyermeke volt.
Kr. e. 186-ban praetorrá nevezték ki Hispania Ulterior élére, ahol Kr. e. 185-ben is ott maradt propraetori rangban. Kr. e. 184-es hazatérésekor triumphust tarthatott a keltibérek és luzitánok felett aratott győzelméért. Kr. e. 181-ben az etruriai Graviscae coloniát megalapító hármas bizottság tagja volt. Kr. e. 180-ban consul lett Aulus Postumius Albinus társaként, ám még hivatali évében meghalt. Valószínűleg a Rómában pusztító járványnak esett áldozatul, bár rebesgették, hogy Quarta Hostilia nevű felesége mérgezte meg, mivel Piso halálakor Hostilia egy korábbi házasságából származó gyermeke, Quintus Fulvius Flaccus foglalta el mostohaapja hivatalát.